# Hotel Captain Cook
El Hotel Captain Cook (en inglés: Captain Cook Hotel) es un hotel en Kiribati. Fue el primer hotel que se construyó en la isla de Kiritimati y fue llamado así por el capitán James Cook que descubrió la isla el día de Nochebuena de 1777. Este hotel, construido en 1975 en una antigua base militar británica y ha sido propiedad de forma continua del Gobierno de Kiribati. 
El hotel dispone de 24 habitaciones y las duchas están calientes gracias a laenergía solar. Todas las habitaciones están situadas en la planta baja de las dos alas del hotel y dan a un patio con vistas a la playa y el océano. Todos los viernes por la noche, se celebra un buffet, que sirve pescado fresco de la zona.